# Giovanni Battista Altieri
Ne doit pas être confondu avec Giambattista Altieri.
Pour les articles homonymes, voir Altieri.
 Giovanni Battista Altieri, né le 6 août 1673 à Rome et mort le 12 mars 1740 à Rome, est un cardinal italien du XVIIIe siècle. Il est un neveu du pape Clement X, le frère du cardinal Lorenzo Altieri (1690), un neveu du cardinal Paluzzo Paluzzi Altieri degli Albertoni (1664) et l'oncle du cardinal Vincenzo Maria Altieri (1777).

## Biographie
Giovanni Battista Altieri est nommé archevêque titulaire de Tyr en 1724. Il exerce diverses fonctions au sein de la Curie romaine, notamment comme doyen des clercs de la Chambre apostolique et comme président des routes. Le pape Benoît XIII le crée cardinal lors du consistoire du 11 septembre 1724.
Le cardinal Altieri est camerlingue du Sacré Collège en 1732-1733. Il participe au conclaves de 1730 (élection de Clément XII) et de 1740 (élection de Benoît XIV), mais meurt pendant ce dernier conclave.